# Infinity (film)
Infinity è un film diretto da Matthew Broderick del 1996 che tratta della vita di Richard Feynman.